# Château des Croisettes
Pour les articles homonymes, voir Croisette.
Le château des Croisettes, dénommé également domaine des Croisettes est une grande maison entourée d'un grand parc paysager de quatre hectares, situé à La Côte-Saint-André, commune du département de l'Isère et inscrit partiellement aux monuments historiques depuis 1997.

## Situation
Le château et le domaine des Croisettes sont situés à proximité du bourg central de La Côte-Saint-André, plus précisément dans le quartier du Chuzeau. Une grande partie de ce domaine, propriété privée fermée au public, est bordée par la route départemental 518, dénommée localement avenue du maréchal Joffre selon les références toponymiques fournies par le site géoportail de l'Institut géographique national.

## Description
Le domaine des Croisettes comprend un parc de quatre hectares dont la réalisation fut confiée de 1891 à 1895 à l'architecte paysagiste Gabriel Luizet. Le parc  a été conçu sous la forme d'un jardin à l'italienne accompagné d'un espace paysagé. 
Le château, une grande maison (ou manoir), inspiré des villas italiennes, est bâti selon un plan centré et les différentes pièces étant reliées entre elles par un grand hall central. Propriété privée, le site ne se visite pas[réf. souhaitée].
Le bâtiment s'accompagne d'une terrasse en hauteur, associé à une pièce en belvédère. Le corps du bâtiment central, construit légèrement en avant, est composé de verrières superposées. Les façades du bâtiment associent dans leur présentation un ensemble de briques, de tuiles vernissées vertes sur la véranda et de cabochons de céramique.

## Histoire
Le bâtiment, partiellement classé, a été édifié à la demande l'industriel Xavier Pérouse de Montclos sur les plans de son frère cadet, l'architecte Paul Pérouse de Monclos, à partir de 1892 dans un style propre à la fin du XIXe siècle,.